# Klemm L28
Die Klemm L 28 war ein Kunstflug-Leichtflugzeug der Leichtflugzeugbau Klemm GmbH aus dem Jahr 1933.

## Geschichte
Die Klemm L28 entstand auf eine spezielle Anforderung der deutschen Kunstflugmeisterin Liesel Bach hin ab Anfang 1933. Vermutlich wurde der Entwurf eines kunstflugtauglichen Leichtflugzeugs von Robert Lusser bereits 1929 unabhängig von der Frachtvariante Klemm L27 unter der Bezeichnung Klemm L28 verfolgt und dann aber später in die L27-Entwicklung integriert. Für die Anfrage von Liesel Bach scheint 1933 die ursprünglich für das kunstflugtaugliche Leichtflugzeug reservierte Typennummer L28 erneut reaktiviert worden zu sein.
Der Prototyp der Klemm L28, WNr. 447, D-2495 stand bereits im April 1933 zum Erstflug zur Verfügung. Er erwies sich vom Flugverhalten bei der Flugerprobung allerdings als kritisch und wurde von Liesel Bach nicht akzeptiert. Erst nach umfangreichen Anpassungen wurde die Maschine mit einjähriger Verspätung im April 1934 von Liesel Bach übernommen.
Nur wenige Tage nach der Auslieferung wurde Liesel Bach mit der Klemm L28 am 29. April 1934 in Vincennes europäische Kunstflugmeisterin des Jahres 1934. Während der Sommermonate nahm Liesel Bach mit der Klemm L28 an zahlreichen Flugtagen in Deutschland und Frankreich teil. Neben dem nach wie vor kritischen Flugverhaltens der Maschine erwies sich der Siemens-Motor wiederholt als störanfällig. Mehrfach musste Liesel Bach ihre Teilnahme an Veranstaltungen wegen Motorschadens absagen oder auf den Überführungsflügen wegen Motorausfall notlanden. Bei einem Überführungsflug von Köln nach Berlin musste Jakob Möltgen am 6. Oktober 1934 nach einem erneuten Motorausfall notlanden. Das Flugzeug fing dabei Feuer und brannte vollständig aus.
Liesel Bach erwarb daraufhin von Gerhard Fieseler eine Raab-Katzenstein Tigerschwalbe. Die Reste des L28-Rohrgestells waren später noch einige Jahre in der Fliegerschule in Köln als Anschauungsobjekt zu sehen. Die Klemm L28 blieb ein Einzelstück.

## Konstruktion
Anstelle der bei Klemm weit verbreiteten, reinen Holzbauweise wurde der Rumpf der Klemm L28 als holzverkleidetes Stahlrohrgerüst ausgeführt. Die Tragflächen waren in konventioneller Holzbauweise realisiert. In den äußeren Abmessungen war die Klemm L28 an die Klemm Kl 26 bzw. Klemm Kl 25 angelehnt, allerdings wurden die Tragflächen für Kunstflugzwecke um zwei Meter verkürzt. Das starre Fahrwerk wurde mit einer Hosenbein-Verkleidung ausgestattet, die erstmals 1933 in der letzten Entwicklungsstufe der Klemm KL22 für den österreichischen Sportflieger Siegmund von Josipovich realisiert wurde. Als Antrieb kam ein 150 PS starker Siemens & Halske Sh 14a bei der Klemm L28XIV zur Anwendung.

## Technische Daten
| Kenngröße             | L28                                   |
| --------------------- | ------------------------------------- |
| Besatzung             | 1                                     |
| Passagiere            | keine                                 |
| Länge                 | 7,50 m                                |
| Spannweite            | 11,00 m                               |
| Höhe                  | 2,00 m                                |
| Flügelfläche          | 15,70 m²                              |
| Flügelstreckung       | 7,7                                   |
| Leermasse             | 620 kg                                |
| max. Startmasse       | 900 kg                                |
| Reisegeschwindigkeit  | 180 km/h                              |
| Höchstgeschwindigkeit | 206 km/h                              |
| Dienstgipfelhöhe      | 4500 m                                |
| Reichweite            | 650 km                                |
| Triebwerke            | ein Siemens Sh14a mit 150 PS (110 kW) |